# Murena cętkowana
Murena cętkowana, moringa siatkowana (Gymnothorax favagineus) – gatunek morskiej ryby węgorzokształtnej z rodziny murenowatych (Muraenidae). Występuje w pobliżu raf koralowych u wybrzeży Azji, Afryki, Australii i Nowej Gwinei, na głębokościach do 45 m p.p.m.
Osiąga do 3 m długości. Jedna z dwóch największych – obok mureny olbrzymiej (Gymnothorax javanicus) – indopacyficznych murenowatych. Ubarwienie białe w czarne cętki. Murena cętkowana ma słaby wzrok, ale bardzo dobry węch. Szczęka uzbrojona jest w silne, hakowate zęby. Dorosłe osobniki mogą być agresywne.
Prowadzi nocny tryb życia, w dzień przebywa w szczelinach skał. Żywi się małymi rybami i głowonogami.